# Сегнозавр
Сегноза́вр (лат. Segnosaurus, от лат. segnis — неуклюжий, медленный и др.-греч. σαῦρος — ящер) — род динозавров-теропод из семейства теризинозаврид, живших во времена позднемеловой эпохи (100,5—70,6 млн лет назад) на территории современных Китая и Монголии.

## Описание
Типовой и единственный вид Segnosaurus galinensis описан в 1979 году монгольским палеонтологом Алтангерелем Пэрлэ. Три образца, состоящие из нижней челюсти, таза, задних конечностей, неполных передних конечностей и позвонков, были извлечены из осадочных пород баянширэнской свиты (Монголия).
Сегнозавра можно отличить от других теризинозаврид по мезиальности зубов нижней челюсти, которые заметно заострённые и только слегка изогнутые и умеренно узкие. Вырост нижней челюсти, к которому крепятся челюстные мышцы, начинается от четырнадцатого зуба и идёт назад до половины длины нижней челюсти — в отличие от шельфа эрликозавра, который начинался от пятого зуба. А это означает, что у сегнозавра не было больших щёк, как у эрликозавра.

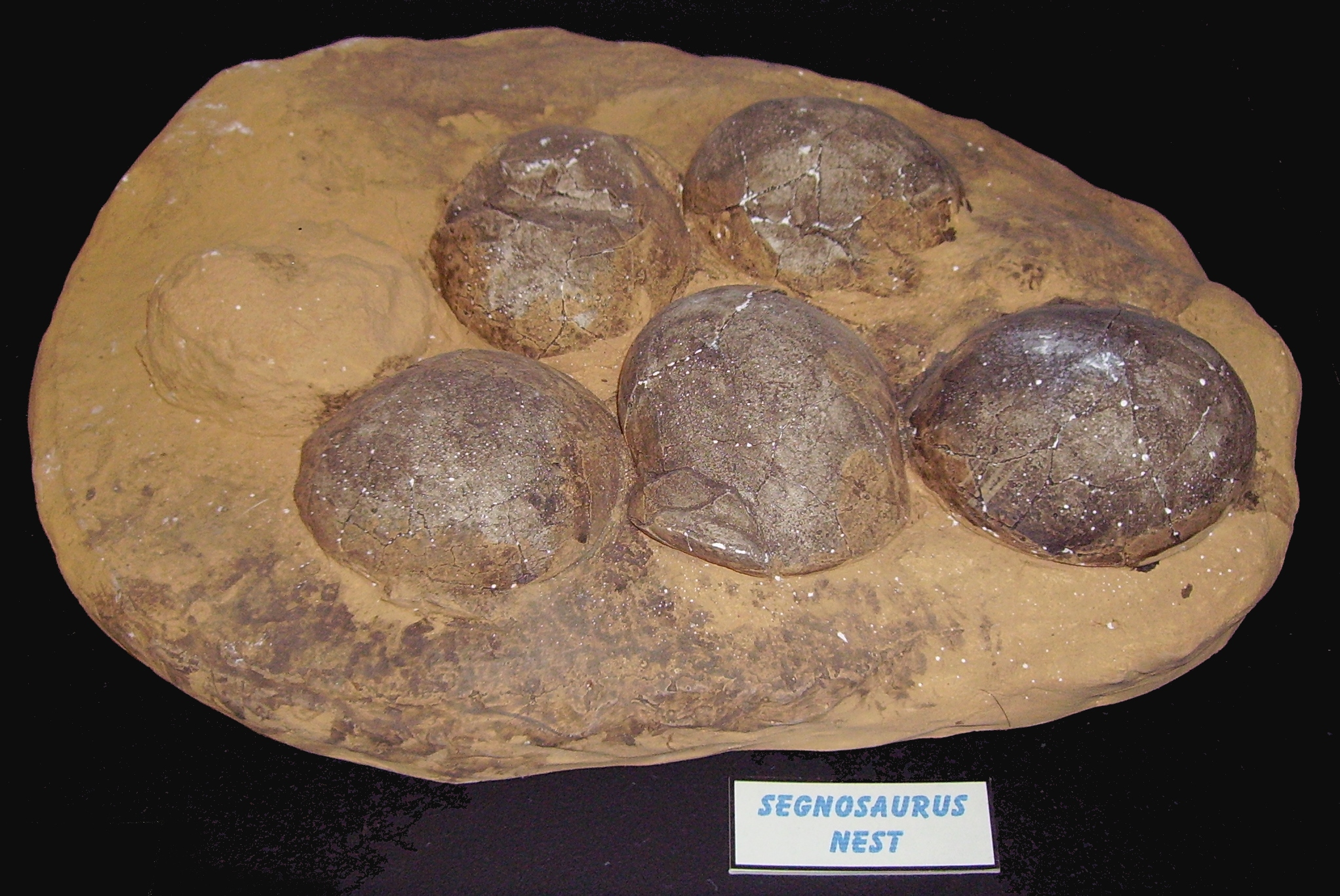
Ископаемая кладка сегнозавра

## Сегнозавры в мировой культуре
Сегнозавр упоминается в романе Роберта Бэккера «Краснокожая хищница» (Raptor Red) как объект охоты ютарапторов — главных героев книги. Он описан как животное, копающее для зимовки обширные норы в обрывах.
В трилогии Гарри Гаррисона «Запад Эдема» упоминается ездовой динозавр под названием таракаст. В описании животных в приложении к книге ему присвоено название Segnosaurus shiungisaurus mutatus, но сказано, что это остроклювый хищный динозавр. На момент написания романа истинный облик и особенности палеобиологии сегнозавров не были известны. Согласно описанию в книге, в результате генетической модификации, проведённой разумными рептилиями йиланами, у животного во рту находились отростки мягких тканей, использовавшиеся как поводья.